# Safir (serie televisiva)
Safir è un serial televisivo turco composto da 26 puntate, trasmesso su ATV dal 4 settembre 2023 al 26 febbraio 2024, con protagonisti İlhan Şen, Özge Yağız, Burak Berkay Akgül e Gizem Karaca.

## Trama
Nella regione della Cappadocia, la famiglia Gülsoy si riunisce quando Ateş, il figlio maggiore, torna dall'America a causa della malattia della madre. Il piano è che Ateş, Yaman e Okan prendano in mano l'azienda di famiglia per onorare l'eredità del nonno paterno. Yaman, profondamente innamorato di Feraye, la cui famiglia è al servizio nella villa Gulsoy, progetta di fare la proposta di matrimonio il giorno del compleanno di Feraya e il giorno del ritorno di Ates. Tuttavia, il destino ha altri piani, quando un tragico incidente nel giorno del suo compleanno manda in frantumi i loro piani e cambia la vita di tutti. Mentre i segreti vengono svelati, la famiglia affronta pericoli, vendetta e decisioni inaspettate. Ateş, d'altra parte, vincerà nuovi nemici e affronterà il fratello con le decisioni radicali che prende per proteggere tutti coloro che ama e la sua famiglia. Alla fine si innamora e sposa Feraye che è incinta del figlio di Yaman.

## Puntate
| Stagione       | Puntate | Prima TV Turchia | Prima TV Italia |
| -------------- | ------- | ---------------- | --------------- |
| Prima stagione | 26      | 2023-2024        | inedita         |

## Personaggi e interpreti
- Ateş Gülsoy (episodi 1-25), interpretato da İlhan Şen.
- Feraye Yılmaz Gülsoy (episodi 1-26), interpretata da Özge Yağız.
- Yaman Gülsoy (episodi 1-26), interpretato da Burak Berkay Akgül.
- Güneş Açıkalın (episodi 15-25), interpretata da Gizem Karaca.
- Vural Bakırcıoğlu (episodi 1-26), interpretato da Erkan Bektaş.
- Ömer Gülsoy (episodi 1-26), interpretato da Müfit Kayacan.
- Cemile Yılmaz (episodi 1-26), interpretata da Nur Yazar.
- Okan Gülsoy (episodi 1-26), interpretata da Can Bartu Arslan.
- Aleyna Gülsoy (episodi 1-26), interpretata da Gizem Sevim.
- Çetin Yılmaz (episodi 1-26), interpretato da Münir Can Cindoruk.
- Muhsin Yılmaz (episodi 1-26), interpretato da Serdar Bordanacı.
- Nesrin Yılmaz (episodi 1-26), interpretata da Sevda Baş.
- Bade Bakırcıoğlu (episodi 1-26), interpretata da Selin Işık.
- Bekir (episodi 1-26), interpretato da Serkan Taştemur.
- Hazal (episodi 1-26), interpretata da İlda Özgürel.
- Gülfem Gülsoy (episodi 1-23), interpretato da İpek Tuzcuoğlu.
- Şermin (episodi 11-26), interpretata da Ayçin İnci.
- Kamuran (episodi 22-26), interpretata da Sacide Taşaner.
- Melih (episodio 7), interpretata da Can Remzi Ergen.
- Damla (episodi 1-?), interpretata da Aleyna Çalışkan.
- Halit (episodi 14-26), interpretato da Ruhi Sarı.
- Bora Bakırcıoğlu (episodi 1-18), interpretato da Efe Taşdelen.

## Produzione
La serie è diretta da Semih Bağcı, scritta da Burcu Över, Gül Abus Semerci, Nalan Merter Savaş e Onur Koçal e prodotta da NTC Medya.

### Riprese
Le riprese sono state effettuate tra Cappadocia e Nevşehir.

## Promozione
L'esordio della serie, previsto per il 4 settembre 2023, è stato annunciato il 26 agosto attraverso i profili social della serie, di ATV e della società di produzione NTC Medya. I primi promo sono stati rilasciati da ATV dal 14 agosto dello stesso anno.